# Voyage autour de la chambre d'une mère
Pour plus de détails, voir Fiche technique et Distribution.
Voyage autour de la chambre d'une mère (Viaje al cuarto de una madre) est un film espagnol réalisé par Celia Rico Clavellino, sorti en 2018.

## Synopsis
Une mère voit sa fille quitter le domicile familial et cherche à combler le vide.

## Fiche technique
- Titre : Voyage autour de la chambre d'une mère
- Titre original : Viaje al cuarto de una madre
- Réalisation : Celia Rico Clavellino
- Scénario : Celia Rico Clavellino
- Musique : Paco Ortega
- Photographie : Santiago Racaj
- Montage : Fernando Franco
- Production : Josep Amorós et Ibon Cormenzana
- Société de production : Arcadia Motion Pictures, Pecado Films, Amorós Producciones, Canal Sur Televisión, Movistar+, Noodles Production, Radio Televisión Española et Sisifo Films
- Société de distribution : Bodega Films (France)
- Pays :  Espagne et  France
- Genre : Drame
- Durée : 90 minutes
- Dates de sortie : 
  - Espagne : 5 octobre 2018
  - France : 2 octobre 2019

## Distribution
- Lola Dueñas : Estrella
- Anna Castillo : Leonor
- Noemí Hopper : Andrea
- Ana Mena : Bea
- Susana Abaitua : Laura
- Marisol Membrillo : Águeda
- Pedro Casablanc : Miguel
- Silvia Casanova : Rosa
- Lucía Muñoz Durán : Rosita
- Adelfa Calvo : Pili
- Maika Barroso : Merche
- Beatriz Cotobal : la couturière

## Distinctions
Le film a été nommé à quatre prix Goya.